# Hyposada assimilis
Hyposada assimilis är en fjärilsart som beskrevs av W. Warren 1914. Hyposada assimilis ingår i släktet Hyposada och familjen nattflyn. Inga underarter finns listade i Catalogue of Life.